# Liste der Baudenkmale in der Ortschaft Nordwest
In der Liste sind die Baudenkmale in der Ortschaft Nordwest der niedersächsischen Stadt Salzgitter aufgelistet. Die Einträge in den Listen basieren auf dem Denkmalatlas Niedersachsen. Der Stand der Liste ist der 28. Juni 2022.

## Legende
In den Spalten befinden sich folgende Informationen:
- Lage: die Adresse des Baudenkmales und die geographischen Koordinaten. Kartenansicht, um Koordinaten zu setzen. In der Kartenansicht sind Baudenkmale ohne Koordinaten mit einem roten Marker dargestellt und können in der Karte gesetzt werden. Baudenkmale ohne Bild sind mit einem blauen Marker gekennzeichnet, Baudenkmale mit Bild mit einem grünen Marker.
- Bezeichnung: Bezeichnung des Baudenkmales
- Beschreibung: die Beschreibung des Baudenkmales. Unter § 3 Abs. 2 NDSchG werden Einzeldenkmale und unter § 3 Abs. 3 NDSchG Gruppen baulicher Anlagen und deren Bestandteile ausgewiesen.
- ID: die Objekt-ID des Baudenkmales
- Bild: ein Bild des Baudenkmales, ggf. zusätzlich mit einem Link zu weiteren Fotos des Baudenkmals im Medienarchiv Wikimedia Commons. Wenn man auf das Kamerasymbol klickt, können Fotos zu Baudenkmalen aus dieser Liste hochgeladen werden:

## Lesse

### Gruppe: Crammscher Edelhof
Baudenkmal (Gruppe):

| Lage                        | Bezeichnung        | Beschreibung | ID       | Bild |
| --------------------------- | ------------------ | ------------ | -------- | ---- |
| 52° 9′ 44″ N, 10° 15′ 11″ O | Crammscher Edelhof |              | 31191273 | BW   |

Baudenkmale (Einzeln):

| Lage                                          | Bezeichnung | Beschreibung | ID       | Bild |
| --------------------------------------------- | ----------- | ------------ | -------- | ---- |
| Bereler Straße 24 52° 9′ 45″ N, 10° 15′ 11″ O | Scheune     |              | 31199422 | BW   |
| Bereler Straße 24 52° 9′ 45″ N, 10° 15′ 12″ O | Einfriedung |              | 31199441 | BW   |
| Bereler Straße 24 52° 9′ 45″ N, 10° 15′ 12″ O | Pumpe       |              | 31199462 | BW   |
| Bereler Straße 24 52° 9′ 44″ N, 10° 15′ 14″ O | Stall       |              | 31199403 | BW   |
| Bereler Straße 24 52° 9′ 44″ N, 10° 15′ 13″ O | Wohnhaus    |              | 31199382 | BW   |

### Gruppe: Hofanlage Bereler Straße 15
Baudenkmal (Gruppe):

| Lage                                          | Bezeichnung                 | Beschreibung | ID       | Bild |
| --------------------------------------------- | --------------------------- | ------------ | -------- | ---- |
| Bereler Straße 15 52° 9′ 47″ N, 10° 15′ 19″ O | Hofanlage Bereler Straße 15 |              | 31191260 | BW   |

Baudenkmale (Einzeln):

| Lage                                          | Bezeichnung           | Beschreibung | ID       | Bild |
| --------------------------------------------- | --------------------- | ------------ | -------- | ---- |
| Bereler Straße 15 52° 9′ 47″ N, 10° 15′ 18″ O | Stall/Scheunengebäude |              | 31199300 | BW   |
| Bereler Straße 15 52° 9′ 47″ N, 10° 15′ 19″ O | Wohnhaus              |              | 31199254 | BW   |
| Bereler Straße 15 52° 9′ 46″ N, 10° 15′ 20″ O | Scheune               |              | 31199279 | BW   |
| 52° 9′ 46″ N, 10° 15′ 19″ O                   | Hofpflasterung        |              | 31225619 | BW   |
| Bereler Straße 15 52° 9′ 46″ N, 10° 15′ 19″ O | Toreinfahrt           |              | 31199321 | BW   |
| Bereler Straße 15 52° 9′ 46″ N, 10° 15′ 19″ O | Einfriedung           |              | 31226428 | BW   |

### Gruppe: Pfarrhof Zum hohen Tor 8 / Lütge Straße 2
Baudenkmal (Gruppe):

| Lage                        | Bezeichnung                               | Beschreibung | ID       | Bild |
| --------------------------- | ----------------------------------------- | ------------ | -------- | ---- |
| 52° 9′ 39″ N, 10° 15′ 30″ O | Pfarrhof Zum hohen Tor 8 / Lütge Straße 2 |              | 31191247 | BW   |

Baudenkmale (Einzeln):

| Lage                                        | Bezeichnung | Beschreibung | ID       | Bild           |
| ------------------------------------------- | ----------- | ------------ | -------- | -------------- |
| Zum hohen Tor 8 52° 9′ 40″ N, 10° 15′ 30″ O | Wohnhaus    | Pfarrhaus    | 31199908 | Weitere Bilder |
| Lütge Straße 2 52° 9′ 39″ N, 10° 15′ 31″ O  | Scheune     |              | 31199536 | BW             |
| Lütge Straße 2 52° 9′ 39″ N, 10° 15′ 29″ O  | Stall       |              | 31199515 | BW             |

### Baudenkmale (Einzeln)
| Lage                                                 | Bezeichnung              | Beschreibung | ID       | Bild           |
| ---------------------------------------------------- | ------------------------ | --- | -------- | -------------- |
| Bereler Straße 18 52° 9′ 45″ N, 10° 15′ 18″ O        | Wohnhaus                 | | 31199358 | BW             |
| Stobenstraße 5 52° 9′ 44″ N, 10° 15′ 20″ O           | Wohnhaus                 | | 31199838 | BW             |
| Bereler Straße 52° 9′ 44″ N, 10° 15′ 28″ O           | Gedenkstätte             | 1870/71 | 31199233 | BW             |
| Nienstedter Straße 1 / 3 52° 9′ 42″ N, 10° 15′ 32″ O | Schulgebäude             | | 31199733 | BW             |
| Nienstedter Straße 52° 9′ 47″ N, 10° 15′ 37″ O       | Gedenkstätte             | Friedhof Lesse | 31199668 | BW             |
| Nienstedter Straße 52° 9′ 46″ N, 10° 15′ 36″ O       | Grabstein                | Friedhof Lesse, Carl Humme | 31199688 | BW             |
| Nienstedter Straße 52° 9′ 45″ N, 10° 15′ 38″ O       | Grabstein                | Friedh. Lesse. C. L. Schwieger | 31199710 | BW             |
| Nienstedter Straße 9 52° 9′ 42″ N, 10° 15′ 39″ O     | Scheune                  | | 31199756 | BW             |
| Schützengrund 5 52° 9′ 37″ N, 10° 15′ 13″ O          | Wohnhaus                 | | 31199816 | BW             |
| Schustergasse 6 52° 9′ 41″ N, 10° 15′ 24″ O          | Wohn-/Wirtschaftsgebäude | | 31199794 | BW             |
| Zum Hohen Tor 7 52° 9′ 39″ N, 10° 15′ 26″ O          | Wohnhaus                 | | 31199884 | BW             |
| Lütge Straße 3 a 52° 9′ 37″ N, 10° 15′ 28″ O         | Wohnhaus                 | | 31199557 | BW             |
| Zum Hohen Tor 23 52° 9′ 31″ N, 10° 15′ 24″ O         | Wohnhaus                 | | 31199929 | BW             |
| Zum Hohen Tor 52° 9′ 41″ N, 10° 15′ 31″ O            | Kirche                   | Erstbau aus Holz wurde um 1200 durch einen Steinbau ersetzt. Zwischen 1796 und 1799 wurde die Kirche wegen Baufälligkeit abgerissen und neu gebaut. Der obere Teil des Kirchturms mit der sechsflächigen Turmhaube wurde 1868 durch einen Sturm zerstört und danach neu aufgebaut. | 31199861 | Weitere Bilder |
| Lütge Straße 15 52° 9′ 38″ N, 10° 15′ 35″ O          | Wohn-/Wirtschaftsgebäude | | 31199579 | BW             |
| Lütge Straße 17 52° 9′ 38″ N, 10° 15′ 36″ O          | Wohnhaus                 | | 31199601 | BW             |
| Lütge Straße 18 52° 9′ 38″ N, 10° 15′ 42″ O          | Wohnhaus                 | | 31199623 | BW             |
| Lütge Straße 33 52° 9′ 36″ N, 10° 15′ 44″ O          | Wohnhaus                 | | 31199645 | BW             |
| Nienstedter Straße 33 52° 9′ 42″ N, 10° 15′ 51″ O    | Molkerei                 | | 31199775 | BW             |

## Lichtenberg

### Gruppe: Burg Lichtenberg
Baudenkmal (Gruppe):

| Lage                        | Bezeichnung      | Beschreibung | ID       | Bild           |
| --------------------------- | ---------------- | ------------ | -------- | -------------- |
| 52° 7′ 18″ N, 10° 17′ 17″ O | Burg Lichtenberg |              | 31191753 | Weitere Bilder |

Baudenkmale (Einzeln):

| Lage                                     | Bezeichnung   | Beschreibung | ID       | Bild |
| ---------------------------------------- | ------------- | ------------ | -------- | ---- |
| Burgberg 52° 7′ 18″ N, 10° 17′ 17″ O     | Mauerreste    |              | 31200019 |      |
| Burgberg 147 52° 7′ 19″ N, 10° 17′ 16″ O | Gaststätte    |              | 31200040 | BW   |
| Burgberg 52° 7′ 18″ N, 10° 17′ 18″ O     | Mauer         |              | 31218720 |      |
| Burgberg 52° 7′ 17″ N, 10° 17′ 18″ O     | Aussichtsturm |              | 31199998 |      |

### Gruppe: Alte Schule Lichtenberg
Baudenkmal (Gruppe):

| Lage                                     | Bezeichnung             | Beschreibung | ID       | Bild |
| ---------------------------------------- | ----------------------- | ------------ | -------- | ---- |
| Upenkampe 14 52° 7′ 41″ N, 10° 17′ 22″ O | Alte Schule Lichtenberg |              | 31191300 |      |

Baudenkmale (Einzeln):

| Lage                                     | Bezeichnung  | Beschreibung        | ID       | Bild |
| ---------------------------------------- | ------------ | ------------------- | -------- | ---- |
| Upenkampe 14 52° 7′ 41″ N, 10° 17′ 21″ O | Schule       |                     | 31200626 |      |
| Upenkampe 14 52° 7′ 41″ N, 10° 17′ 20″ O | Nebengebäude | Toiletten und Stall | 31200647 |      |
| Upenkampe 14 52° 7′ 40″ N, 10° 17′ 22″ O | Gedenkstein  | 1813                | 31200666 |      |

### Gruppe: Kirchhof Lichtenberg
Baudenkmal (Gruppe):

| Lage                                   | Bezeichnung          | Beschreibung | ID       | Bild           |
| -------------------------------------- | -------------------- | ------------ | -------- | -------------- |
| Kornstraße 52° 7′ 38″ N, 10° 17′ 13″ O | Kirchhof Lichtenberg |              | 31191287 | Weitere Bilder |

Baudenkmale (Einzeln):

| Lage                                      | Bezeichnung    | Beschreibung | ID       | Bild |
| ----------------------------------------- | -------------- | --- | -------- | ---- |
| Kornstraße 16 52° 7′ 38″ N, 10° 17′ 13″ O | Kirche         | Die im ehemaligen Ortsteil Oberfreden stehende Kirche wurde Ende des 12. Jahrhunderts erbaut. Zwischen 1709 und 1715 wurde die Kirche umgebaut und erhielt ihre heutige Form. | 31200352 |      |
| Kornstraße 16 52° 7′ 38″ N, 10° 17′ 14″ O | Kirchhof       | | 31200373 |      |
| Kornstraße 16 52° 7′ 38″ N, 10° 17′ 14″ O | Kriegerdenkmal | 1914/1918 | 31200392 |      |
| Kornstraße 16 52° 7′ 38″ N, 10° 17′ 13″ O | Einfriedung    | | 31226518 |      |

### Baudenkmale (Einzeln)
| Lage                                                              | Bezeichnung              | Beschreibung                                                                                    | ID       | Bild           |
| ----------------------------------------------------------------- | ------------------------ | ----------------------------------------------------------------------------------------------- | -------- | -------------- |
| Zollnweg 25 52° 7′ 55″ N, 10° 17′ 16″ O                           | Wohn-/Wirtschaftsgebäude |                                                                                                 | 31200687 | BW             |
| Burgbergstraße/Breymannweg/Tiefe Str. 52° 7′ 46″ N, 10° 17′ 26″ O | Mauer                    | Einfriedung Domäne Lichtenberg                                                                  | 31200084 |                |
| Burgbergstraße 49 52° 7′ 43″ N, 10° 17′ 22″ O                     | Hofpflasterung           |                                                                                                 | 31200125 | BW             |
| Fredener Straße 13 52° 7′ 51″ N, 10° 17′ 5″ O                     | Wohnhaus                 |                                                                                                 | 31200266 | BW             |
| Fredener Straße 14 a 52° 7′ 49″ N, 10° 17′ 6″ O                   | Einfriedung              |                                                                                                 | 31225503 | BW             |
| Fredener Straße 14 a 52° 7′ 49″ N, 10° 17′ 6″ O                   | Pfarrhaus                | Ehemaliges Pfarrhaus von Niederfreden, erbaut um 1735, heute Pfarrhaus der Gemeinde Lichtenberg | 31200284 | Weitere Bilder |
| Tiefe Straße 15 52° 7′ 43″ N, 10° 17′ 12″ O                       | Wohnhaus                 |                                                                                                 | 31200560 |                |
| Tiefe Straße 20 52° 7′ 42″ N, 10° 17′ 14″ O                       | Wohnhaus                 |                                                                                                 | 31200603 |                |
| Tiefe Straße 19 52° 7′ 42″ N, 10° 17′ 12″ O                       | Wohnhaus                 |                                                                                                 | 31200582 | BW             |
| Kornstraße 29 52° 7′ 40″ N, 10° 17′ 1″ O                          | Wohnhaus                 |                                                                                                 | 31200477 | BW             |
| Kornstraße 36 52° 7′ 40″ N, 10° 17′ 0″ O                          | Längsdurchfahrtsscheune  |                                                                                                 | 31200517 | BW             |
| Kornstraße 36 52° 7′ 40″ N, 10° 17′ 1″ O                          | Einfriedung              |                                                                                                 | 31225083 | BW             |
| Kornstraße 36 52° 7′ 39″ N, 10° 17′ 1″ O                          | Wohnhaus                 |                                                                                                 | 31200495 | BW             |
| Kornstraße 28 52° 7′ 38″ N, 10° 17′ 6″ O                          | Wohnhaus                 |                                                                                                 | 31200454 | BW             |
| Kornstraße 21 52° 7′ 39″ N, 10° 17′ 9″ O                          | Wohn-/Wirtschaftsgebäude |                                                                                                 | 31200410 | BW             |
| Kornstraße 21 52° 7′ 39″ N, 10° 17′ 8″ O                          | Einfriedung              |                                                                                                 | 31225485 | BW             |
| Kornstraße 24 52° 7′ 39″ N, 10° 17′ 10″ O                         | Wohnhaus                 |                                                                                                 | 31200433 | BW             |
| Kirchenwinkel 4 52° 7′ 37″ N, 10° 17′ 11″ O                       | Wohnhaus                 |                                                                                                 | 31200308 | BW             |
| Klare Perle 4 52° 7′ 37″ N, 10° 17′ 15″ O                         | Wohnhaus                 |                                                                                                 | 31200330 | BW             |
| Burgbergstraße 63 a 52° 7′ 38″ N, 10° 17′ 22″ O                   | Scheune                  |                                                                                                 | 31200224 | BW             |
| Burgbergstraße 63 a 52° 7′ 37″ N, 10° 17′ 23″ O                   | Stall                    |                                                                                                 | 31200203 | BW             |
| Burgbergstraße 63 a 52° 7′ 37″ N, 10° 17′ 23″ O                   | Wohnhaus                 |                                                                                                 | 31200245 |                |
| Burgbergstraße 63 a 52° 7′ 38″ N, 10° 17′ 23″ O                   | Toreinfahrt              |                                                                                                 | 31200161 | BW             |
| Burgbergstraße 63 a 52° 7′ 37″ N, 10° 17′ 24″ O                   | Nebengebäude             |                                                                                                 | 31200182 | BW             |
| Burgbergstraße 49 52° 7′ 43″ N, 10° 17′ 21″ O                     | Wohnhaus                 | Pächterwohnhaus Domäne Lichtenberg                                                              | 31200063 | BW             |

## Osterlinde

### Gruppe: Hofanlage Osterlinder Straße 6
Baudenkmal (Gruppe):

| Lage                                             | Bezeichnung                    | Beschreibung | ID       | Bild |
| ------------------------------------------------ | ------------------------------ | ------------ | -------- | ---- |
| Osterlinder Straße 6 52° 7′ 48″ N, 10° 14′ 56″ O | Hofanlage Osterlinder Straße 6 |              | 31191394 | BW   |

Baudenkmale (Einzeln):

| Lage                                             | Bezeichnung  | Beschreibung | ID       | Bild |
| ------------------------------------------------ | ------------ | ------------ | -------- | ---- |
| Osterlinder Straße 6 52° 7′ 48″ N, 10° 14′ 55″ O | Stall        | Schafstall   | 31201438 | BW   |
| Osterlinder Straße 6 52° 7′ 47″ N, 10° 14′ 57″ O | Scheune      |              | 31201356 | BW   |
| Osterlinder Straße 6 52° 7′ 47″ N, 10° 14′ 56″ O | Nebengebäude |              | 31201398 | BW   |
| Osterlinder Straße 6 52° 7′ 48″ N, 10° 14′ 55″ O | Wohnhaus     |              | 31201377 | BW   |
| Osterlinder Straße 6 52° 7′ 49″ N, 10° 14′ 57″ O | Einfriedung  |              | 31201459 | BW   |

### Gruppe: Kirchhof Osterlinde
Baudenkmal (Gruppe):

| Lage                        | Bezeichnung         | Beschreibung | ID       | Bild |
| --------------------------- | ------------------- | ------------ | -------- | ---- |
| 52° 7′ 46″ N, 10° 14′ 58″ O | Kirchhof Osterlinde |              | 31191381 | BW   |

Baudenkmale (Einzeln):

| Lage                                         | Bezeichnung     | Beschreibung | ID       | Bild           |
| -------------------------------------------- | --------------- | --- | -------- | -------------- |
| St.-Georg-Weg 13 52° 7′ 46″ N, 10° 14′ 57″ O | Kirche          | Der Turm der Kirche wurde wahrscheinlich Mitte des 15. Jahrhunderts gebaut, das Kirchenschiff vermutlich erst im 16. Jahrhundert. | 31201557 | Weitere Bilder |
| St.-Georg-Weg 52° 7′ 46″ N, 10° 14′ 57″ O    | Kirchhof        | | 31201516 | BW             |
| St.-Georg-Weg 52° 7′ 46″ N, 10° 14′ 56″ O    | Grabmal         | Carl Spormann | 31201495 | BW             |
| St.-Georg-Weg 52° 7′ 46″ N, 10° 14′ 56″ O    | Kriegerdenkmal  | | 31201477 | BW             |
| St.-Georg-Weg 52° 7′ 46″ N, 10° 14′ 58″ O    | Natursteinmauer | | 31225433 | BW             |

### Baudenkmale (Einzeln)
| Lage                                         | Bezeichnung              | Beschreibung | ID       | Bild |
| -------------------------------------------- | ------------------------ | ------------ | -------- | ---- |
| St.-Georg-Weg 5 52° 7′ 45″ N, 10° 14′ 56″ O  | Wohnhaus                 |              | 31201535 | BW   |
| Zu den Specken 5 52° 7′ 39″ N, 10° 14′ 56″ O | Wohn-/Wirtschaftsgebäude |              | 31201578 | BW   |

## Reppner

### Baudenkmale (Einzeln)
| Lage                                          | Bezeichnung        | Beschreibung | ID       | Bild           |
| --------------------------------------------- | ------------------ | --- | -------- | -------------- |
| Lesser Straße 7 52° 10′ 28″ N, 10° 18′ 29″ O  | Kirche             | Die erste Kirche war eine Wehrkirche, deren Bauzeit ist unbekannt. Das Kirchenschiff der alten Kirche wurde 1844 abgerissen und erneuert, der Turm wurde ausgebessert. Die älteste Glocke der Kirche ist von 1637. | 31201643 | Weitere Bilder |
| Lesser Straße 7 52° 10′ 29″ N, 10° 18′ 30″ O  | Kirchhof           | | 31201664 | BW             |
| Külzenberg 2 52° 10′ 25″ N, 10° 18′ 33″ O     | Wohnhaus           | Herrenhaus der Hofanlage Ass.Nr. 9 in Salzgitter-Reppner, gebaut 1904/05 | 31201619 | Weitere Bilder |
| Lesser Straße 11 52° 10′ 26″ N, 10° 18′ 25″ O | Wohnhaus           | Älteste Hofanlage Reppners, ehemals Ass Nr. 1 | 31201701 | Weitere Bilder |
| Lesser Straße 11 52° 10′ 26″ N, 10° 18′ 26″ O | Hofpflasterung     | | 31201777 | BW             |
| Lesser Straße 11 52° 10′ 27″ N, 10° 18′ 26″ O | Wirtschaftsgebäude | | 31201738 | BW             |
| Lesser Straße 11 52° 10′ 26″ N, 10° 18′ 27″ O | Wirtschaftsgebäude | Stallscheune | 31201720 | BW             |